# Görbe István
Görbe István, írói álneve Halmi György (Halmi, 1935. április 19. – Szatmárnémeti, 2010. augusztus 20.[forrás?]) magyar közíró, irodalomtörténész, folklorista, műfordító.

## Kutatási területe
Népköltészet, 19-20. századi magyar irodalomtörténet.

## Életútja
Szatmáron tanítói, a Bolyai Tudományegyetemen 1958-ban magyar nyelv- és irodalom szakos középiskolai tanári oklevelet szerzett. Előbb Nagybányán, majd 1960-tól Szatmáron általános iskolákban tanított magyar nyelvet és irodalmat.
Irodalmi, közművelődési, népköltészeti, népművészeti, képzőművészeti, színházi tárgyú írásai és a kortárs román költőket megszólaltató műfordításai 1958-tól jelentek meg az Utunk, Művelődés, A Hét, Korunk, valamint napilapok és hetilapok hasábjain, az Évek énekei című antológiában (Kolozsvár, 1971) s a Cikkek és tanulmányok című kiadványban (Szatmár, 1972). Kriza János költészetéről írt államvizsga-dolgozatában mintegy 80 közöletlen Kriza-verset tárt fel; értékes a nagybányai Veresvíz negyedben összegyűjtött népmondaanyaga, ebből Pintye Gligor-mondákat tett közzé (Korunk, 1969/11). Kaffka Margit írói indulásáról közölt új anyagot egy tanári ülésen, tanulmánya kéziratban.
2001. szeptember 16-án Dabolcon felavatták a Gellért Sándor költő emlékművét, a költő munkásságát Görbe István méltatta.

## Díjak, elismerések
- A Magyar Néprajzi Társaság mondagyűjtő pályázatának II. díja (Budapest, 1995)
- A Misztótfalusi Kis Miklós Egyesület és a nagybányai EMKE Füzetek szerkesztősége néprajzi pályázatának első díja (1999) Nagybánya és környéke néphagyományairól írt tanulmányáért.[2]